# 馮兆異

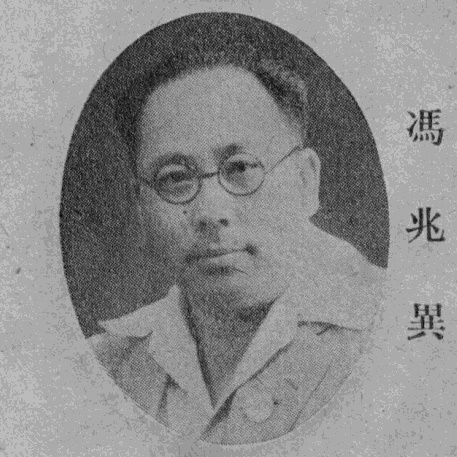
《民国名人图鉴》中的馮兆異照片

冯兆异（1894年—?）字渑侯，辽宁沈阳人。中华民国经济学家，政治人物。

## 生平
冯兆异1927年自德国莱比锡大学获得经济学博士学位，博士论文是《中国的对外贸易：1913-1923》。归国后，历任东三省兵工厂工务处训育主任，东北大学德文讲师。1930年10月29日，接替周览出任国民政府立法院立法委员。

## 荣誉
- 三等景星勋章（1946年1月1日批准[4]）